# Модильяни, Жанна
Жа́нна Модилья́ни (фр. Jeanne Modigliani; 29 ноября 1918, Ницца — 27 июля 1984, Париж) — единственная дочь итальянского художника Амедео Модильяни и французской художницы Жанны Эбютерн. В 1958 году она написала биографию своего отца «Модильяни: человек и миф» на итальянском языке, в том же году книга была переведена на английский, а в 1961 году издана на французском языке.
На момент смерти родителей ей было четырнадцать месяцев. О молодой Жанне заботились её бабушки и дедушки, пока её не удочерила сестра Модильяни.
Жанна вышла замуж за итальянского экономиста и журналиста Марио Чезаре Сильвио Леви. Во время Второй мировой войны она принимала участие в деятельности французского Сопротивления. За это время она встретила другого бойца сопротивления, Вальдемара Нехштейна по прозвищу «Вальди», который также был женат. У них начался роман, и в мае 1946 года Жанна родила дочь Анну. В конце концов, оба развелись со своими супругами и наконец поженились. Их вторая дочь Лаура родилась в 1951 году. Но в 1980 году Модильяни и Нехштейн развелись.
Жанна Модильяни скончалась 27 июля 1984 года от кровоизлияния в мозг в результате случайного падения.